# 徐綱 (嘉靖辛丑進士)
徐綱（1500年—？），字振之，浙江紹興府會稽縣人，民籍，明朝政治人物。

## 生平
嘉靖十六年（1537年）丁酉科應天府鄉試第四十四名舉人，嘉靖二十年（1541年）中式辛丑科會試第二百九十五名，二甲第八十六名進士。三十二年（1553年）官廣東韶州府知府。

## 家族
曾祖徐漢；祖父徐鋐；父徐璧，母陳氏。慈侍下。